# 내일은 오지 않을지도 몰라
내일은 오지 않을지도 몰라(Kal Ho Naa Ho)는 인도에서 제작된 닉힐 아드바니 감독의 2003년 드라마, 멜로/로맨스 영화이다. 샤룩 칸 등이 주연으로 출연하였고 카란 조하르 등이 제작에 참여하였다.
2003년 11월 27일 "A Story of a Lifetime ... In a Heartbeat"라는 태그라인과 함께 개봉되었다. 이 영화는 긍정적인 평가를 받았으며 상업적으로 성공하였다. 그 해 인도에서 가장 수익이 높은 인도 영화가 되었다.

## 출연

### 주연
- 샤룩 칸
- 사이프 알리 칸
- 쁘리티 진따

### 조연
- 자야 바두리
- 서시마 세스
- 리마 라구
- 릴레트 듀비
- 라니 무케르지
- 소날리 벤드레
- 산제이 카푸르
- 시모네 싱
- 사티시 샤
- 라즈팔 야다브
- 켓키 데이브
- 조라 세갈
- 아차라 샤데브
- 카니카 시브푸리
- 다라 싱
- 스테파니 사무엘즈
- 스티브 웨스트
- 우다이 초프라
- 조셉 갯
- 까졸

## 제작진
- 라인프로듀서: 애너딜 호사인
- 협력프로듀서: 히루 조하르
- 미술: 샤미시타 로이
- 의상: 매니쉬 말호트라
- 대사: 니란잔 이엔가
- 배역: 리타 파워스
- 배역: 숀 파워스